# Bispado de Dorpat
| Estado eclesiástico do Sacro Império Romano                                  |                                           |   |
| \| ← \| 1224 — 1558 \| → \|                                                  |                                           |   |
| Brasão de Armas                                                              |                                           |   |
| O Bispado de Dorpat (laranja escuro) dentro da Confederação da Livônia, 1260 |                                           |   |
| Capital                                                                      | Dorpat (Tartu), from 1224 58°23′N 26°43′E |   |
| Idiomas                                                                      | Plattdeutsch, estônio                     |   |
| Religião                                                                     | Catolicismo Romano                        |   |
| Forma de governo                                                             | Principado                                |   |
| Príncipe-Bispo                                                               |                                           |   |
| - 1224-48                                                                    | Hermann von Buxhoeveden (primeiro)        |   |
| - 1552–60                                                                    | Hermann Wesel (último)                    |   |
| História                                                                     | Idade Média                               |   |
| - Criação                                                                    | 1224                                      |   |
| - Henrique VII institui a marca                                              | 1 de dezembro de 1225                     |   |
| - Conquista russa                                                            | 1558                                      |   |
| ←                                                                            | 1224 — 1558                               | → |

O Bispado de Dorpat (estônio: Tartu piiskopkond; Plattdeutsch: Bisdom Dorpat; latim: Ecclesia Tarbatensis) foi um principado medieval e uma diocese católica que existiu de 1224 a 1558, abrangendo o que são atualmente as regiões de Tartu, Põlva, Võru e Jõgeva na Estônia. O Bispado fez parte da Confederação da Livônia. O primeiro bispo de Dorpat (Tartu) foi Hermann von Buxhoeveden, o irmão de Alberto, bispo de Riga e líder da Cruzada da Livônia.

## História
A Diocese da Estônia foi fundada pelo bispo de Riga em 1211 e sua primeira sede foi Leal (Lihula) na Estônia Ocidental. Em 1224, o bispo estônio Hermann tomou posse de partes do que é hoje o sudeste da Estônia e escolheu Dorpat como sua nova sede. Em 6 de novembro de 1225 ele e todo o seu principado foram subjugados por Henrique VII, Rei dos Romanos, e em 1 de dezembro tornou-se a marca de fronteira do Sacro Império Romano-Germânico.
O principado foi fundado principalmente sobre o território da tribo dos antigos estônios, os ugaunos. In 1242, o bispo Hermann com seus súditos ugaunos foram derrotados pelo príncipe Alexander Nevsky de Novogárdia na famosa Batalha do Lago Peipus.
Em 1268, Fredrik, o então Bispo de Dorpat, se auto-intitula "Bispo da Carélia".
O Bispado de Dorpat torna-se um importante centro de comércio hanseático.
No fim do século XIV, Dietrich Damerow torna-se o Bispo de Dorpat. Ele era arquiinimigo da Ordem da Livônia e fez uma coalizão contra ela com a Lituânia, Mecklemburgo e os Irmãos Victual (conhecidos piratas do Mar Báltico). Ele ainda chegou a pedir ao rei Ricardo II da Inglaterra que colocasse Dorpat sob sua proteção. A Ordem invadiu o Bispado em 1379, mas sem sucesso. Depois de instalado o conflito, a Ordem da Livônia perdeu seu direito de exigir vassalos do bispado para fazerem parte das campanhas militares.
Durante seus últimos anos, o Bispado de Dorpat teve uma disputa com a Moscóvia, a qual tornou-se mais tarde o principal pretexto para a Guerra da Livônia. O Tsar Ivan, o Terrível ordenou que o bispado pagasse um pesado tributo de 40.000 talers. Ivan insistia que Dorpat era a antiga fortaleza russa de Yuryev (referindo-se ao termo ruteno da área após a conquista pelo príncipe Jaroslau I, o Sábio, 1030–61(?)). Os governantes de Dorpat tentaram negociar uma quantia a ser paga menor na intenção de ganhar tempo nas negociações, mas Ivan expulsou os diplomatas e iniciou a guerra. Em 1558 Dorpat (Tartu) foi conquistada pelas tropas russas e o Bispado de Dorpat deixou de existir.
Além de Dorpat (Tartu) existiam ainda mais cinco castelos de pedras no Bispado:
- Odenpäh (estônio: Otepää) o antigo centro da Ugaunia e a primeira fortificação feita em pedra do bispado;
- Kirrumpäh (Kirumpää) e Neuhausen (Vastseliina) pela antiga estrada Dorpat-Pleskau (Tartu-Pihkva);
- Oldentorn (Vana-Kastre) e Warbeke ou Caster (Uue-Kastre) pelo rio Emajõgi/Embach na junção de Dorpat/Tartu e o lago Peipus/Peipsi.

Há também o monastério de Valkena (Falkenau, Kärkna) perto de Dorpat/Tartu, pertencente aos Ciscercianos.

## O Bispado atualmente
O centro do bispado era o castelo de Tartu (Dorpat) (estônio: Toomemägi). O castelo foi danificado durante a Guerra do Norte e foi demolido durante o século XVIII, mais tarde (no início do século XIX) no mesmo local foi erguido o observatório (conhecido como o "velho observatório"). A catedral do bispado foi danificada durante a Reforma Protestante e encontra-se em ruínas desde o século XVII.

## Os Bispos de Dorpat
- Hermann von Buxhöwden 1224–48
- Alexander de Dorpat 1263–68
- Friedrich von Haseldorf 1268–88
- Bernhard I 1289–1302
- Dietrich II Vyshusen 1302–12
- Nikolaus 1312–23
- Engelbert von Dolen 1323–41
- Wescelus 1342–1344
- Johannes I Viffhusen 1346–73
- Heinrich I von Velde 1373–78
- Dietrich III Damerow 1378–1400
- Heinrich II Wrangel 1400–10
- Bernhard II Bülow 1410–13
- Dietrich IV Resler 1413–41
- Bartholomäus Savijerwe 1441–59
- Helmich von Mallinkrodt 1459–68
- Andreas Pepler 1468–73
- Johannes II Bertkow 1473–85
- Dietrich V Hake 1485–98
- Johannes III von der Rope 1499–1505
- Gerhard Schrove 1505–13
- Johannes IV Duesborg 1513–14
- Christian Bomhower 1514–18
- Johannes V Blankenfeld 1518–27
- Johannes VI Bey 1528–43
- Jodokus von der Recke 1544–51
- Hermann II Wesel 1552–60